# Чемпионат мира по подводному ориентированию 2007
13-й чемпионат мира по подводному ориентированию проводился в итальянском Бари.

## Медалисты

### Мужчины
| Дисциплина           | Золото                                                                              | Золото  | Серебро                                                                   | Серебро | Бронза                                                    | Бронза  |
| -------------------- | ----------------------------------------------------------------------------------- | ------- | ------------------------------------------------------------------------- | ------- | --------------------------------------------------------- | ------- |
| Ориентиры 5 точек    | Алексей Корниенко · Казахстан                                                       | 2435,0  | Александр Золотов · Украина                                               | 2395,0  | Александр Братолюбов · Украина                            | 2370,0  |
| Параллель            | Д. Ласло · Венгрия                                                                  |         | Георг Бигельбауэр · Австрия                                               |         | Александр Золотов · Украина                               |         |
| М-Зоны               | Александр Золотов · Украина                                                         | 2275,0  | Ян Зеггель · Германия                                                     | 2190,0  | Даниэль Зоннекальб · Германия                             | 2190,0  |
| Звезда               | Александр Золотов · Украина                                                         | 2620,0  | Алексей Корниенко · Казахстан                                             | 2615,0  | Ян Цеггель · Германия                                     | 2585,0  |
| Карта                | Ян Цеггель · Даниэль Зоннекальб · Германия                                          | 4844,00 | Роберт Гурисатти · Петер Балаж · Венгрия                                  | 4796,00 | Александр Золотов · Максим Котов · Украина                | 4576,00 |
| Групповое упражнение | Александр Золотов · Максим Котов · Фёдор Семиряжко · Александр Братолюбов · Украина | 8674,0  | Виктор Трифонов · Иван Шахов · Андрей Корман · Рустам Бекмуратов · Россия | 8326,00 | М. Веселы · Я. Скружны · Р. Сильны · Якуб Немечек · Чехия | 8119,00 |

### Женщины
| Дисциплина           | Золото                                                                           | Золото | Серебро                                                          | Серебро | Бронза                                                                        | Бронза  |
| -------------------- | -------------------------------------------------------------------------------- | ------ | ---------------------------------------------------------------- | ------- | ----------------------------------------------------------------------------- | ------- |
| Ориентиры 5 точек    | Елена Ильина · Россия                                                            | 2264,0 | Ольга Талдонова · Россия                                         | 2176,0  | Зузана Степанкова · Чехия                                                     | 2176,0  |
| Параллель            | Полина Камышанова · Россия                                                       |        | Зузана Степанкова · Чехия                                        |         | Катарина Бенк · Германия                                                      |         |
| М-Зоны               | Полина Камышанова · Россия                                                       | 2205,0 | Елена Ильина · Россия                                            | 2100,0  | Зузана Степанкова · Чехия                                                     | 2043,0  |
| Звезда               | Екатерина Синичкина · Украина                                                    | 2351,0 | Ольга Талдонова · Россия                                         | 2303,0  | Полина Камышанова · Россия                                                    | 2299,0  |
| Карта                | Зузана Дворакова · Зузана Степанкова · Чехия                                     | 4576,0 | Людмила Шумилова · Елена Папина · Казахстан                      | 4288,0  | Флоренц Плётц · Паскаль Шведерле · Франция                                    | 4004,0  |
| Групповое упражнение | Бабетта Фюрстенберг · Катарина Бенк · К. Шмидт · Александр Братолюбов · Германия | 7750,0 | Б. Богнар · Катарина Хаттази · С. Фридрайх · Э. Фаркаш · Венгрия | 7399,0  | Мария Кузьмина · Людмила Шумилова · Елена Папина · Ольга Адаксина · Казахстан | 8119,00 |